# Mezoregion Central Mineira

Mezoregion Central Mineira

Mezoregion Central Mineira – mezoregion w brazylijskim stanie Minas Gerais, skupia 30 gmin zgrupowanych w trzech mikroregionach. 

## Mikroregiony
- Bom Despacho
- Curvelo
- Três Marias